# BBC Two
BBC Two (voorheen BBC2) is de tweede Britse televisiezender van de BBC. De zender zond voor het eerst uit op 20 april 1964. In juli 1967 werd het in Europa de eerste televisiezender die regelmatig in kleur uitzond.
In het Verenigd Koninkrijk wordt BBC Two uitgezonden via de kabel, satelliet en door de ether. De zender had in maart 2006 een marktaandeel van 9,3% en was daarmee de derde zender van het land, vlak na het commerciële Channel 4.

## Populaire televisieprogramma's
- The Great War (1964) - documentaire
- Civilisation (1969) - documentaire
- Theatre 625 (1966-69) - dramaserie
- Late Night Line Up (1964-72) - discussieprogramma
- Monty Python (1974)
- The Ascent of Man (1973) - documentaire
- Arena (1975 - ) - documentaire
- Fawlty Towers (1975, 1979) - komedieserie
- The Old Grey Whistle Test (1971-87) - muziek
- I, Claudius (1976) - dramaserie
- Top Gear (1977 - 2001) - automagazine
- Top Gear (2001 - heden) - automagazine
- Not the Nine O'Clock News (1979-1982) - komedieserie
- Tinker, Tailor, Soldier, Spy (1979) - dramaserie
- Newsnight (1980 - heden) - actualiteiten
- Playhouse (jaren 70 en 80) - dramaserie
- The Young Ones (1982 - 1984) - komedieserie
- Alan Bennett's Talking Heads (1980s-90s) - dramaserie
- I'm Alan Partridge (1993, 1997, 2002) - komedieserie
- The Day Today (1994) - komedieserie
- Screen Two / Screenplay (early 1990s) - dramaserie
- Video Diaries (1990s)
- The Late Show (1989-1995)
- Red Dwarf (1988-1998) - sciencefiction komedieserie
- Moviedrome  (1988-1994)
- The Fast Show (1994 - 2000) - komedie
- Room 101 (1994 - ) - komedie
- Shooting Stars (1995 - 2002)
- This Life (1996-1997), Drama
- Never Mind the Buzzcocks (1996 - )- show
- Louis Theroux's Weird Weekends (1998 - heden) - documentaire
- Goodness Gracious Me (1998 - 2001) - komedieserie
- The League of Gentlemen (1999 - 2002) - komedieserie
- Coupling (2000 - 2004) - komedieserie
- The Weakest Link (2000-2012) - spelprogramma
- Local Heroes en What the Victorians Did for Us (2001)
- The Office (2001 - 2003) - komedieserie
- The Kumars at No. 42 (2001 - heden) - komedieserie
- Dead Ringers - (2002 - heden) komedieserie